# Habitabilitat en sistemes de nanes roges

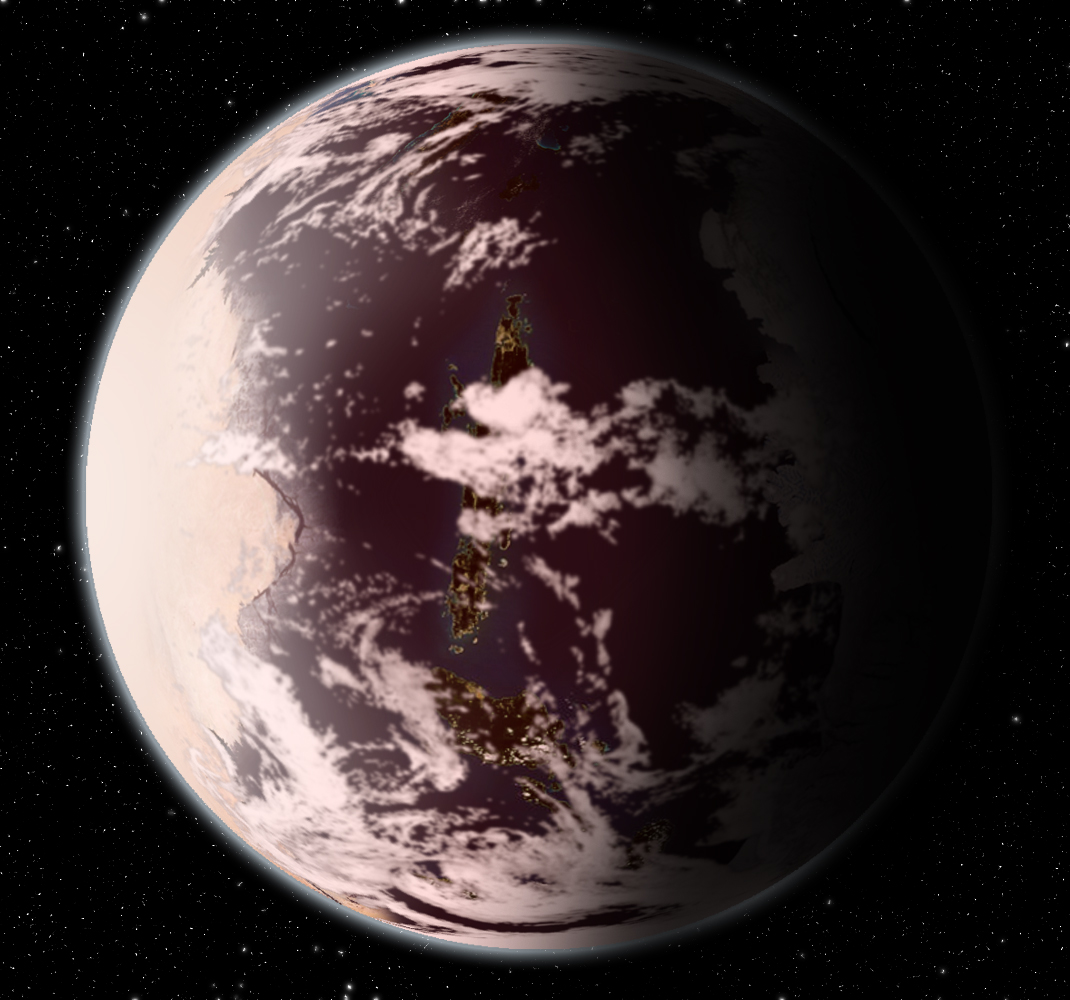
Recreació d'un exoplaneta habitable pertanyent a una nana roja. La vegetació, concentrada a la zona del terminador, presenta tons negres a causa del tipus de llum emesa per l'estrella

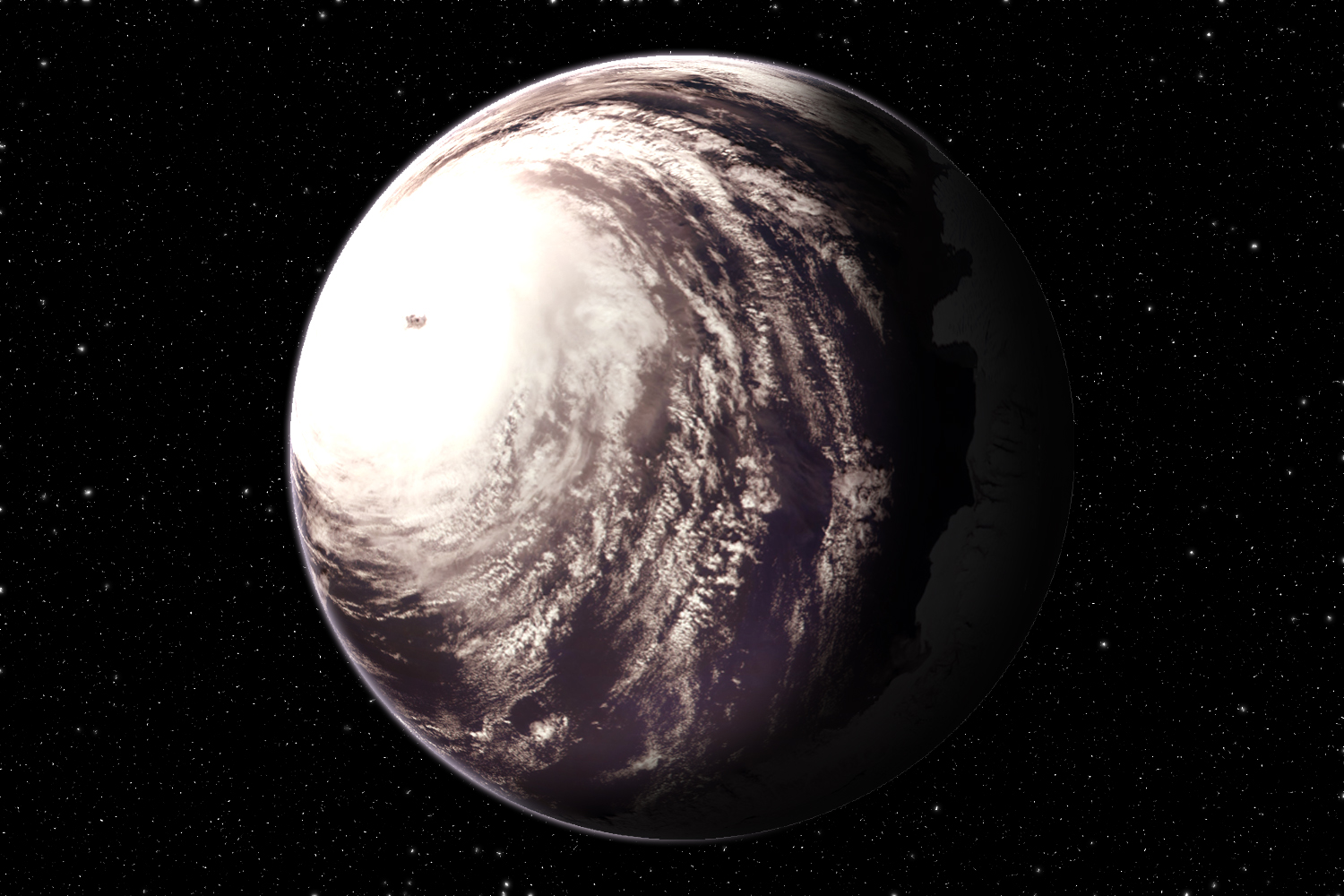
Impressió artística d'un planeta oceà situat en la zona habitable d'una nana roja

L'habitabilitat en sistemes de nanes roges està determinada per un gran nombre de factors. Establir com afecta cadascuna d'elles a l'habitabilitat planetària pot ajudar a revelar l'aptitud d'aquests sistemes per contenir vida extraterrestre. Hi ha moltes dificultats teòriques perquè això sigui possible, com el baix flux estel·lar, l'alta probabilitat de l'acoblament de marea, la petita zona d'habitabilitat i l'elevada variació estel·lar experimentada per les nanes roges, especialment en els seus primers milers de milions d'anys. No obstant això, l'alt percentatge d'aquests estels respecte al total de la població estel·lar i la seva longevitat influeix positivament en les expectatives de trobar vida en exoplanetes que pertanyen en aquests sistemes.
Els cossos planetaris situats a la zona d'habitabilitat de les nanes roges es troben sotmeses a un intens escalfament de marea per la proximitat respecte a la seva estrella, que podria ser altament perjudicial per al desenvolupament de la vida. A més, és probable que la proximitat impliqui un acoblament de marea entre l'objecte i el seu astre, que suposaria importants diferències tèrmiques entre els hemisferis diürn i nocturn del planeta. La resta de factors que no deriven de l'ancoratge, com l'extrema variabilitat de les nanes roges, la distribució espectral de l'energia desplaçada a l'infraroig en relació amb el sol, i la reduïda grandària de la zona habitable a causa de la baixa producció de llum, fan descendir encara més les expectatives de presència biològica.
No obstant això, hi ha diversos punts a favor de l'habitabilitat en aquests sistemes. La intensa formació de núvols en la cara diürna d'un exoplaneta ancorat per marea a la seva estrella pot limitar el flux tèrmic global i disminuir dràsticament les diferències de temperatura entre tots dos hemisferis. A més, el gran nombre de nanes roges en la Via Làctia, que representen un 73% de les almenys 100.000 milions d'estrelles de la galàxia, augmenta les probabilitats que sorgeixi la vida en alguns dels seus planetes. Segons les estimacions efectuades el 2013, es calcula que pot haver-hi fins a 60.000 milions de planetes potencialment habitables en sistemes de nanes roges només en la Via Làctia.

## Habitabilitat
Les nanes roges representen el tipus d'estrelles més comú, fred i petit. Segons les estimacions de Pieter G. van Dokkum i Charlie Conroy, la seva abundància va des d'un 70% del total per a les galàxies espirals a més d'un 90% del total per a les el·líptiques. Es creu que suposen un 73% de totes les estrelles de la Via Làctia, identificada com una galàxia espiral barrada des de la dècada del 1990 per les observacions dels radiotelescopis. Les nanes roges comprenen estrelles de classificació estel·lar tipus M i K-tardà, amb una massa d'entre 0,1 i 0,6 M☉, i són invisibles per a l'ull humà des de la Terra per la seva baixa lluminositat. Ni tan sols la nana roja més propera al sol, Pròxima del Centaure —que és al seu torn la més propera en termes generals—, s'aproxima a una magnitud visual.

### Lluminositat

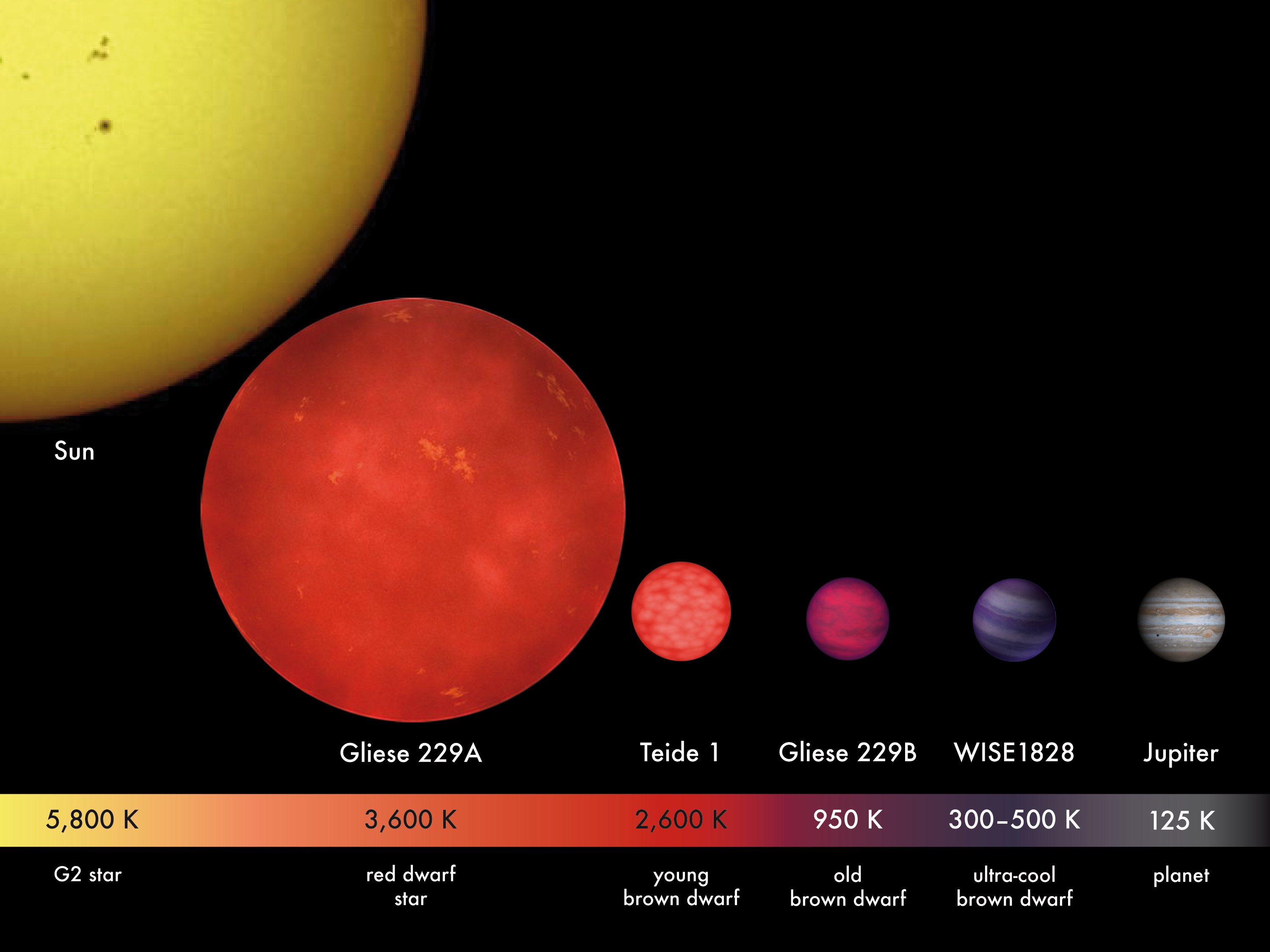
Grandària relativa estel·lar i temperatures fotosfèriques. Qualsevol planeta al voltant d'una nana roja, com Gliese 229A, hauria de situar-se molt prop de la seva estrella per registrar temperatures similars a les de la Terra, veient-s'hi ancorat per marea

Durant anys, els astrònoms van descartar les nanes roges com a sistemes potencialment habitables. La reduïda massa que presenten aquest tipus d'estrelles es tradueix en una fusió nuclear extremament lenta en els seus nuclis, donant-los una lluminositat compresa entre un 3% i un 0,01% de la solar. Com a conseqüència, qualsevol planeta que orbiti una estrella d'aquesta categoria ha de tenir un semieix major molt reduït en comparació amb el de la Terra per mantenir una temperatura superficial similar. Aquesta distància varia en un rang des de 0,3 ua per a una nana roja relativament lluminosa com Lacaille 8760, fins a 0,032 ua per a una de poc massiva com Pròxima del Centaure —com a referència, qualsevol anàleg a la Terra que orbités aquesta última, tindria un període de translació de 6 dies.

### Composició espectral
Gran part de l'escassa lluminositat d'una nana roja es troba en la part infraroja de l'espectre electromagnètic, que consisteix en una energia lumínica substancialment inferior que la dels pics de llum visible del sol. Com a resultat, la fotosíntesi dins d'un sistema de nana roja requeriria fotons addicionals per aconseguir una estimulació comparable a la necessària en el procés de fotosíntesi terrestre, a causa del baix nivell d'energia mitjana dels fotons propers a l'infraroig. Havent d'adaptar-se a un espectre molt més ampli per absorbir la major quantitat d'energia fotònica possible, la vegetació en un planeta habitable pertanyent a una estrella tipus M o K-tardà probablement apareixeria d'un color negre o marró en llum visible, davant del verd predominant a la Terra.
A més, donada la forta capacitat de l'aigua per absorbir la llum roja i infraroja, hi hauria menys energia disponible per a la vida aquàtica en aquest tipus de planetes. Tanmateix, això podria dificultar el desenvolupament d'una glaciació global permanent en planetes amb òrbites properes al límit exterior de la zona d'habitabilitat. Donada la relació existent entre l'extensió de les masses de gel i l'albedo, la seva temperatura seria major a la que correspondria una quantitat de radiació equivalent per a una estrella similar al Sol, ampliant així el límit extern de la zona habitable de les nanes roges.

### Evolució
Una altra possibilitat que pot dificultar l'habitabilitat en els sistemes estel·lars d'aquest tipus és l'evolució de les nanes roges. Aquestes estrelles tenen una prefase principal extensa, de manera que les seves zones habitables actuals es trobarien durant 1.000 milions d'anys en una zona on l'aigua no estaria en estat líquid, sinó en forma de vapor, per la qual cosa si els exoplanetes situats en aquesta òrbita tenen una quantitat significativa d'aigua des de la seva formació, hauran de suportar un efecte d'hivernacle descontrolat durant centenars de milions d'anys. Durant aquesta fase, la fotòlisi del vapor d'aigua i la fuita hidrodinàmica de l'hidrogen a l'espai podria suposar la pèrdua d'una quantitat d'aigua equivalent a la de diversos oceans terrestres, deixant després una densa atmosfera de O₂ abiòtic.
Transcorregut aquest període, durant alguns milers de milions d'anys més la variabilitat estel·lar seguiria sent massa elevada, registrant bruscs i sobtats increments de lluminositat i radiació que comprometrien l'existència de qualsevol organisme viu sobre el planeta. A partir de llavors, travessen una llarga fase d'estabilitat que es perllonga durant pràcticament tota la seqüència principal, en la qual poden romandre diversos bilions d'anys –molt més que qualsevol altre tipus d'estrella–. No obstant això, els estudis indiquen que una vegada aconseguit aquest estat, la zona d'habitabilitat ultraviolada no coincidiria amb la zona habitable, cosa que també ocorreria en estrelles tipus K amb temperatures superficials per sota dels 4.300 °C. Així, doncs, qualsevol planeta pertanyent a un sistema de nana roja mancaria d'una quantitat de radiació suficient per mantenir els organismes fotosintètics.

### Efectes de marea

#### Acoblament per marea

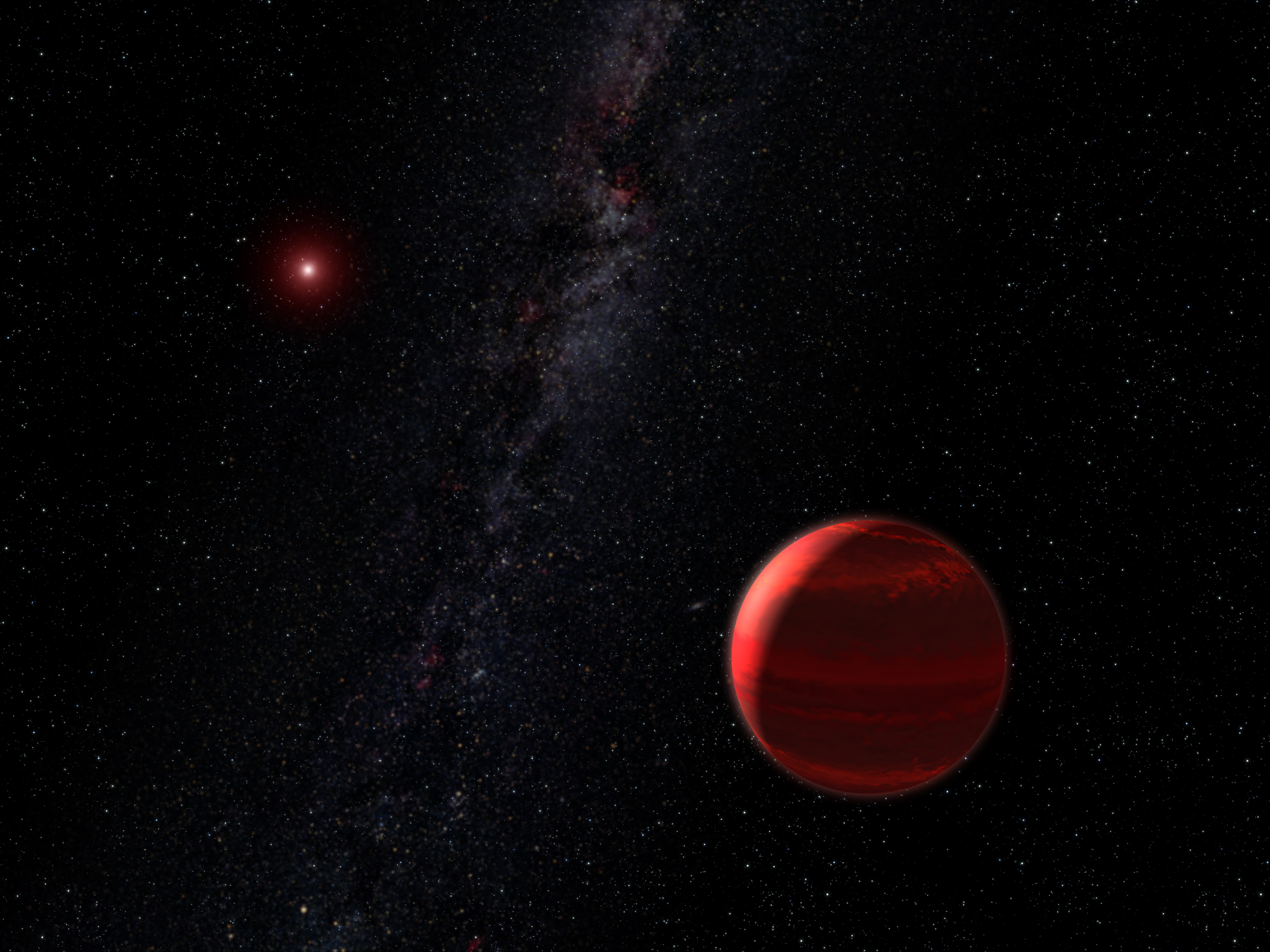
Recreació d'un planeta orbitant al voltant d'una nana roja

Donades les curtes distàncies que han de mantenir els exoplanetes situats a la zona d'habitabilitat de nanes roges respecte a la seva estrella, és molt probable que s'hi trobin ancorades per marea. En aquestes circumstàncies, el planeta giraria al voltant del seu eix una vegada per cada revolució al voltant de la seva estrella, provocant que un costat del planeta es trobés permanentment de cara a ella i l'altre en perpètua foscor, la qual cosa suposaria grans diferències tèrmiques entre tots dos hemisferis. Durant molts anys, es va creure que la vida en aquests planetes es limitaria a una regió en forma d'anell localitzada entre tots dos hemisferis, denominada terminador o zona del crepuscle, on l'estrella sempre apareixeria a l'horitzó.
En el passat, els experts estimaven que una atmosfera prou densa per repartir eficaçment la calor entre tots dos hemisferis seria massa gruixuda i no permetria la fotosíntesi en organismes superficials. A causa de les diferències de temperatura, s'argumentà que un hipotètic anàleg a la Terra ancorat per marea a la seva estrella experimentaria forts vents en direcció a l'hemisferi nocturn i pluges torrencials permanents al punt subsolar. Malgrat això, en aquestes condicions, la vida complexa seria improbable. La vida vegetal hauria d'adaptar-se als vendavals constants, per exemple mitjançant un millor ancoratge al sòl i fulles llargues i flexibles. Els animals tindrien una vista basada en l'infraroig, ja que la percepció d'aromes i els crits seria difícil per sobre de la tempesta en tot el planeta. No obstant això, la vida sota l'aigua estaria protegida dels forts vents i de les flamarades estel·lars, i grans extensions de plàncton fotosintètic i algues de color negre podrien suportar la vida marina.
En contrast amb la imatge pessimista d'aquests planetes respecte a la seva capacitat per albergar vida, els estudis de Robert Haberle i Manoj Joshi del Centre d'Investigació Ames de la NASA a Califòrnia van determinar, el 1997, que l'atmosfera d'un planeta –assumint la presència de gasos amb efecte d'hivernacle com el CO2 i el H₂O– només necessita una pressió de 10 kPa –equivalent a 0,1 atm o el 10% de la terrestre al nivell del mar– perquè la calor del costat diürn sigui eficaçment distribuït al nocturn, una quantitat plenament compatible amb l'activitat fotosintètica. Dos anys més tard, Martin Heath del Greenwich Community College va concloure que l'aigua de mar no congelada podria circular sota la capa de gel del costat nocturn si les conques oceàniques són prou profundes. A més, una investigació efectuada el 2010 determinà que els planetes oceà ancorats per marea a nanes roges i orbitant al voltant de la zona habitable encara tindrien temperatures superiors a 240 K –o -33°C– al costat nocturn. Els models climàtics construïts el 2013 indiquen que la formació de núvols en planetes ancorats per marea minimitzarien les diferències tèrmiques entre tots dos hemisferis, millorant les perspectives d'habitabilitat dels planetes de nanes roges. Algunes recerques que inclouen la quantitat de radiació fotosintèticament activa suggereixen que aquests cossos podrien ser habitables almenys per a les plantes superiors.

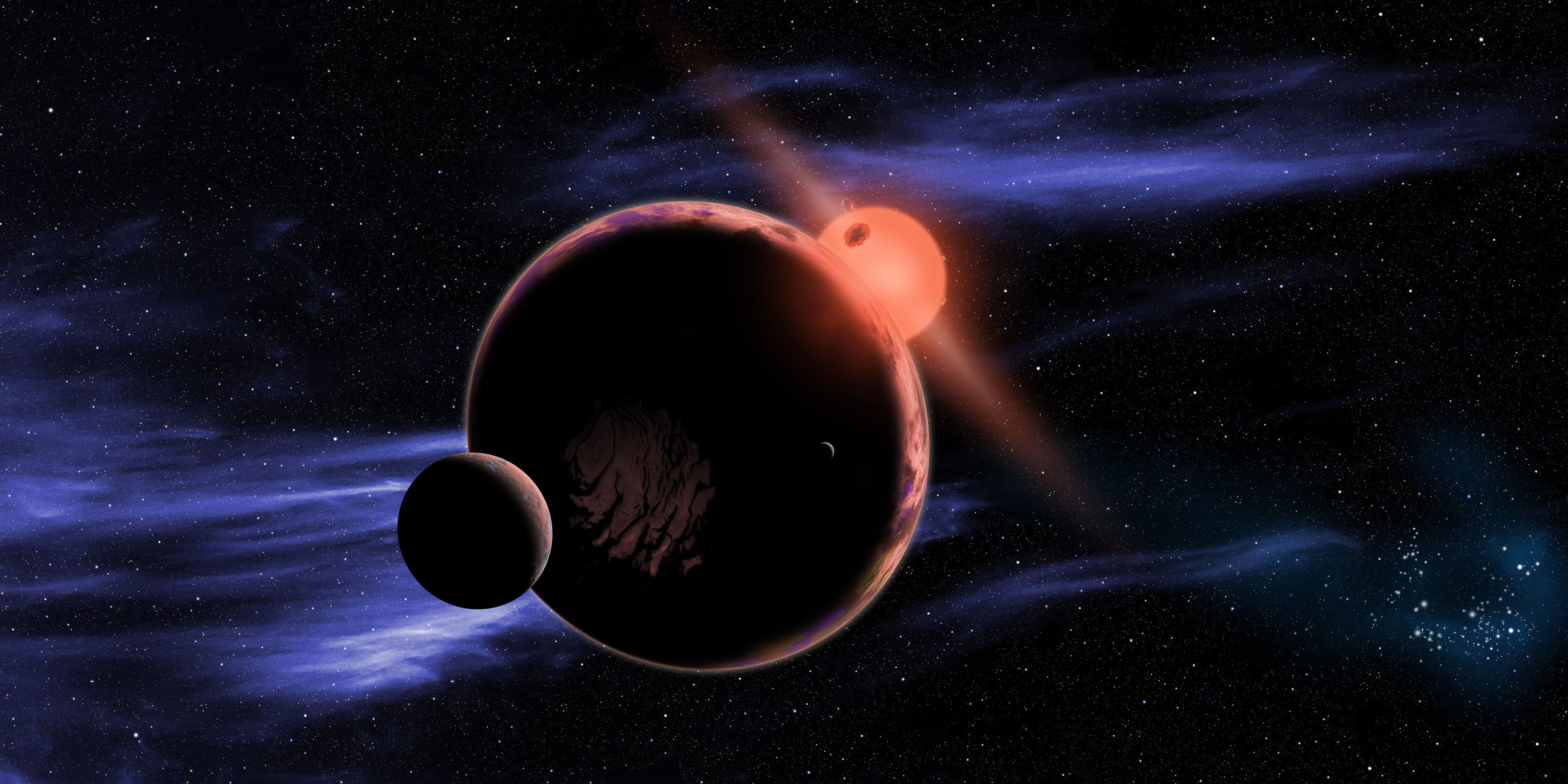
Impressió artística d'un exoplaneta anàleg a la Terra pertanyent a una nana roja, amb dos exosatèl·lits

Les investigacions de l'equip de Jérémy Leconte, de l'Institut Canadenc d'Astrofísica Teòrica, suggereixen que bona part dels cossos planetaris ancorats per marea teòricament a les seves estrelles podrien no estar-ho. Els corrents d'aire sobre la superfície d'un planeta generen una embranzida rotacional que pot trencar l'ancoratge, tot i que la velocitat de rotació seria molt baixa –els cicles de dia i nit portarien setmanes o fins i tot mesos–. Segons aquests models, les atmosferes massa denses –com la de Venus– dificulten l'arribada de la llum estel·lar a la superfície, perjudicant aquest procés. Per tant, els planetes amb atmosferes menys denses, com la Terra, serien més eficaços per al seu acompliment biològic. Així, doncs, aquells amb una pressió atmosfèrica superficial propera a 1 bar que orbitin estrelles amb masses d'entre 0,5 M☉ i 0,7 M☉ –just per sobre del límit entre les nanes roges i les taronges de tipus K– a la seva zona habitable, no haurien de tenir una rotació sincrònica. A més, els planetes amb atmosferes properes als 10 bars presentarien una rotació més lenta, però tindrien ampliat el rang de no-sincronització –en cossos planetaris que orbitessin el límit extern de la zona d'habitabilitat de nanes roges amb masses properes a 0,3 M☉–. No obstant això, és possible que aquest efecte, en combinació amb una excentricitat orbital adequada i les influències gravitatòries d'altres cossos celestes –planetes o satèl·lits–, pogués alliberar-se de l'ancoratge fins i tot a aquells pertanyents a nanes roges relativament massives (>0,4 M☉) i que orbitessin més a prop del centre de la zona habitable. La classificació de planetes confirmats potencialment habitables està encapçalada actualment per dos exoplanetes teòricament ancorats que podrien no estar-ho segons aquest estudi –Kepler-438b i Kepler-296e, pertanyents a una estrella tipus tardana i a una nana roja, respectivament–.

#### Escalfament de marea
L'existència d'una cara diürna i una altra de nocturna no és l'únic factor perjudicial per a la presència de vida al voltant de les nanes roges. L'escalfament per marea experimentat pels planetes a la zona habitable d'estrelles amb menys d'un 30% de la massa del Sol podria suposar un augment de les seves temperatures que els convertirien en cossos de tipus Venus. Combinat amb els altres impediments per a l'habitabilitat dels sistemes de nanes roges, això podria provocar un descens substancial de les probabilitats de vida així com la coneixem en comparació d'estrelles d'una altra tipologia. D'igual manera, hi ha la possibilitat que no hi hagi suficient aigua en la majoria de planetes teòricament habitables al voltant de nanes roges, i que bona part d'ella es trobi congelada al costat nocturn –especialment en exoplanetes de la grandària de la Terra–. En contra del suggerit en les primeres investigacions, sembla que en els últims estudis sobre Venus ancorats per marea s'ha conclòs que l'aigua atrapada a l'hemisferi no il·luminat pot evitar l'efecte d'hivernacle descontrolat i millorar les prediccions d'habitabilitat en sistemes de nanes roges.

### Variabilitat

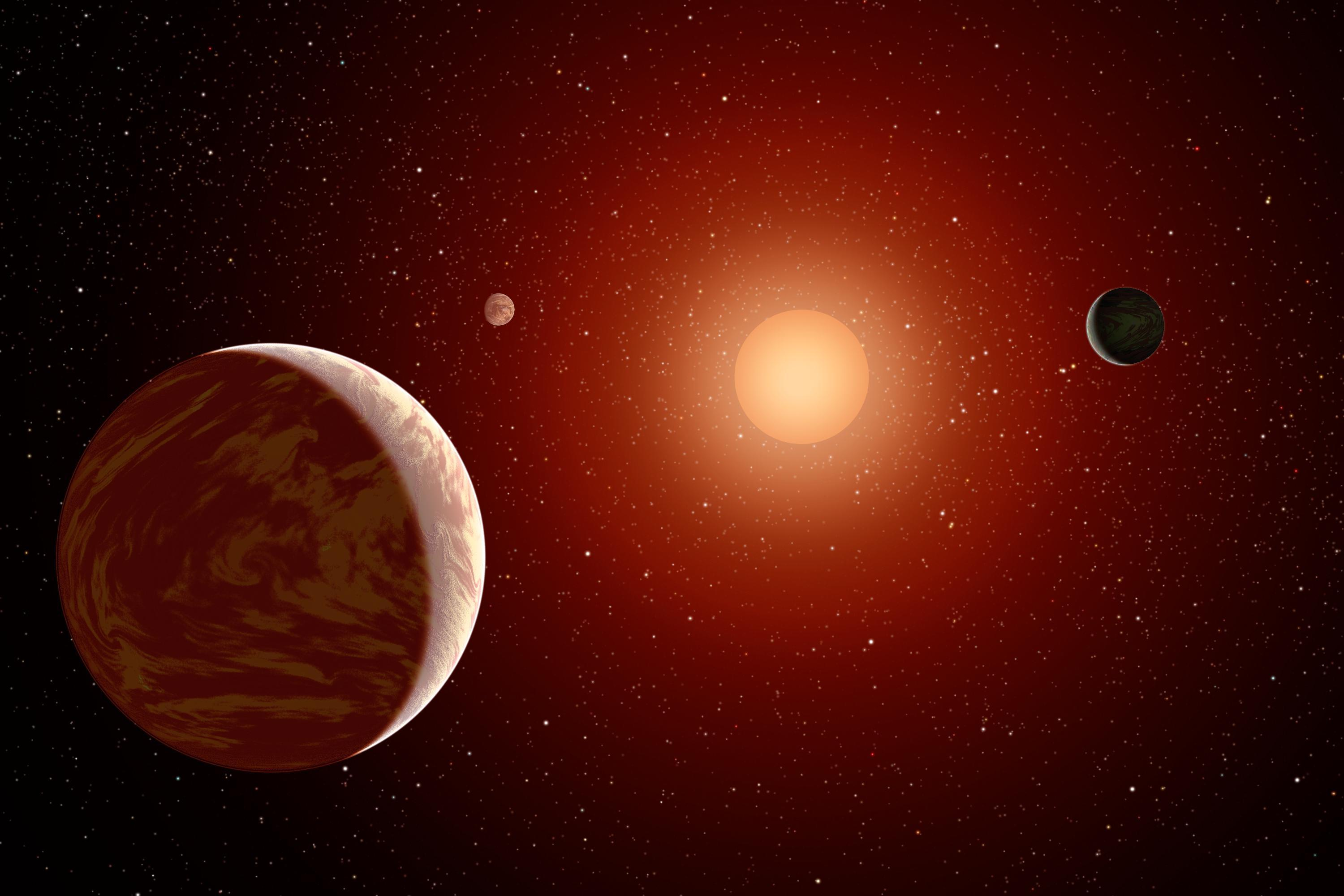
Recreació d'una jove nana roja envoltada de tres planetes

Totes les estrelles travessen un període d'intensa variabilitat després de la seva formació, que es perllonga per més temps com menor sigui l'estrella –des d'uns 500 milions d'anys per a una de tipus G com el Sol, fins a 3.000 milions per a una de tipus M especialment poc massiva–. Les nanes roges joves són molt més variables i violentes que la resta d'estrelles de la seqüència principal –reben el nom de estrelles fulgurants-. Sovint estan cobertes de taques estel·lars que poden atenuar la seva lluentor fins en un 40% durant mesos. No obstant això, és possible que la vida pugui sorgir en un planeta pertanyent a un sistema d'aquest tipus si són capaços d'adaptar-se, a imatge de certs organismes terrestres que suporten descensos de temperatura similars durant l'hivern, mitjançant la hibernació o submergint-se a majors profunditats on les temperatures són més constants. No obstant això, cap la possibilitat que la superfície es congeli durant aquests períodes, augmentant l'albedo del planeta –és a dir, la quantitat de llum reflectida a l'espai–, la qual cosa podria culminar en un procés retroalimentatiu del gel i en una glaciació global permanent.
A vegades, les nanes roges emeten gegantesques flamarades que poden doblegar la seva lluentor en qüestió de minuts. Aquestes flamarades produeixen torrents de partícules carregades que poden arrencar enormes porcions de l'atmosfera. Per aquesta raó els partidaris de la hipòtesi de la Terra especial qüestionen que els planetes a la zona habitable d'una nana roja siguin capaços de sustentar la vida davant les escomeses d'intenses flamarades. L'acoblament de marea probablement suposarà una baixa magnetosfera, que podria entrar en contacte amb l'atmosfera planetària en fortes ejeccions de massa coronal que empenyin cap enrere el camp magnètic de l'exoplaneta. Com a resultat, l'atmosfera estaria sotmesa a una gran erosió, que possiblement faria el planeta inhabitable.
D'altra banda, si el planeta tingués un camp magnètic, podria desviar les partícules de l'atmosfera. La velocitat de rotació d'un planeta ancorat per marea és molt baixa, tant que coincideix amb la seva òrbita, però podria ser suficient per generar un camp magnètic sempre que part de l'interior del planeta romangui fos. No obstant això, els models matemàtics actuals conclouen que, tot i que el planeta disposi de la màxima magnetosfera possible per a un cos de massa similar a la terrestre, perdria una fracció significativa de la seva atmosfera per l'exposició a ejeccions de massa coronal i a la radiació ultraviolada –en aquestes condicions, pot ser que fins i tot els exoplanetes similars a la Terra situats a 0,8 ua de la seva estrella perdessin les atmosferes, la qual cosa afectaria també estrelles de tipus G i K–.
No obstant això, el període de màxima activitat coronal de les nanes roges comprèn només els primers 1.200 milions d'anys del seu cicle vital. Si un planeta es forma més enllà del límit d'ancoratge per marea i emigra a la zona habitable una vegada transcorreguda aquesta fase, és possible que la vida tingui l'oportunitat de desenvolupar-se.
Una altra forma en què la vida podria autoprotegir-se inicialment de la radiació seria romanent sota l'aigua fins que l'estrella acabés la seva fase fulgurant primigènia, assumint que el planeta sigui capaç de retenir la suficient atmosfera per produir oceans d'aigua líquida. Els científics que van participar en el rodatge del documental Planeta Aurelia, de la National Geographic, creien que la vida podria sobreviure-hi malgrat les flamarades de la nana roja. Una vegada que la vida es desenvolupés en la superfície, la baixa quantitat de radiació UV produïda per una nana roja en calma els permetria prosperar sense una capa d'ozó, per la qual cosa no necessitarien produir oxigen.

### Abundància

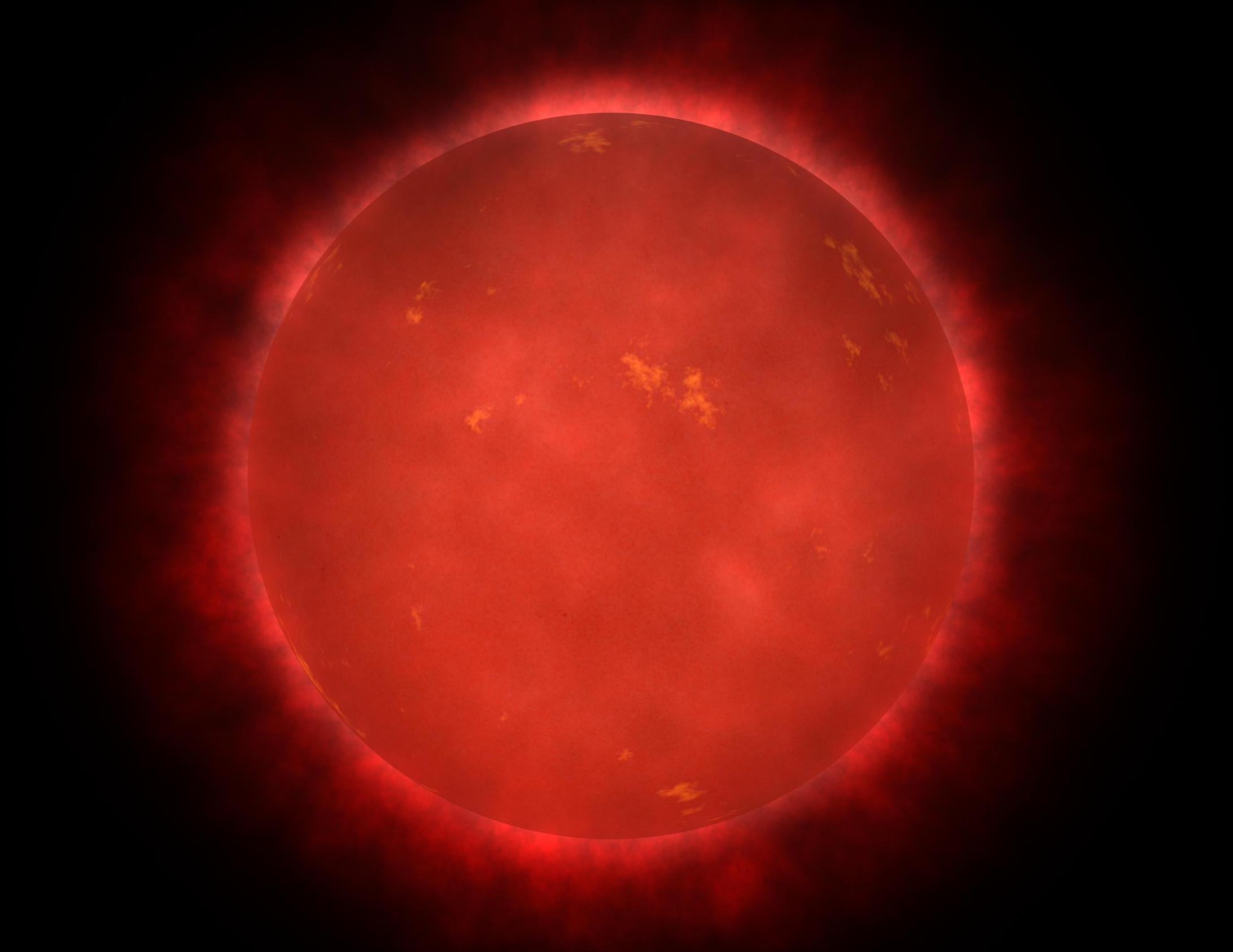
Impressió artística d'una nana roja

Un dels majors avantatges dels planetes pertanyents a sistemes de nanes roges en relació amb la seva habitabilitat és l'altíssima esperança de vida d'aquestes estrelles. La Terra necessità 4.500 milions d'anys d'evolució abans que hi aparegués l'ésser humà, i la vida tal com la coneixem podrà mantenir-se durant almenys 500 milions d'anys més. En canvi, el cicle vital de les nanes roges pot abastar bilions d'anys, ja que les seves reaccions nuclears són significativament més lentes que les d'estrelles de major massa, donant a la vida molt més de temps per evolucionar. A més, encara que es desconeixen les probabilitats de trobar vida en un planeta orbitant una nana roja específica a la seva zona habitable, la suma de les zones d'habitabilitat de totes les nanes roges combinades equival al de totes les de tipus G –com el Sol–, donada la seva ubiqüitat. La primera superterra trobada a la zona habitable d'una estrella resultà ser Gliese 581 g, que orbita al voltant d'una nana roja i té una massa de tres a quatre vegades superior a la de la Terra; tot i que probablement estigui ancorada per marea, es creu possible l'existència d'aigua líquida al llarg del terminador o zona del crepuscle del planeta. Les observacions estimen que el sistema es creà fa uns 7.000 milions d'anys i que l'exoplaneta té prou de massa per suportar una atmosfera.
Una altra possibilitat per a l'habitabilitat en sistemes de nanes roges de cara a un futur llunyà, segons les simulacions informàtiques, es donaria quan arribessin a la fase de nana blava en consumir el seu subministrament d'hidrogen. En ser més lluminoses que les nanes roges precedents, els planetes que durant tot el seu cicle de vida estaven massa lluny perquè pogués aparèixer la vida, podrien descongelar-se durant diversos milers de milions d'anys –fins a 5.000 milions per a una estrella de 0,16 M☉–, i donarien una altra oportunitat a l'aparició de vida.

### Retenció d'aigua

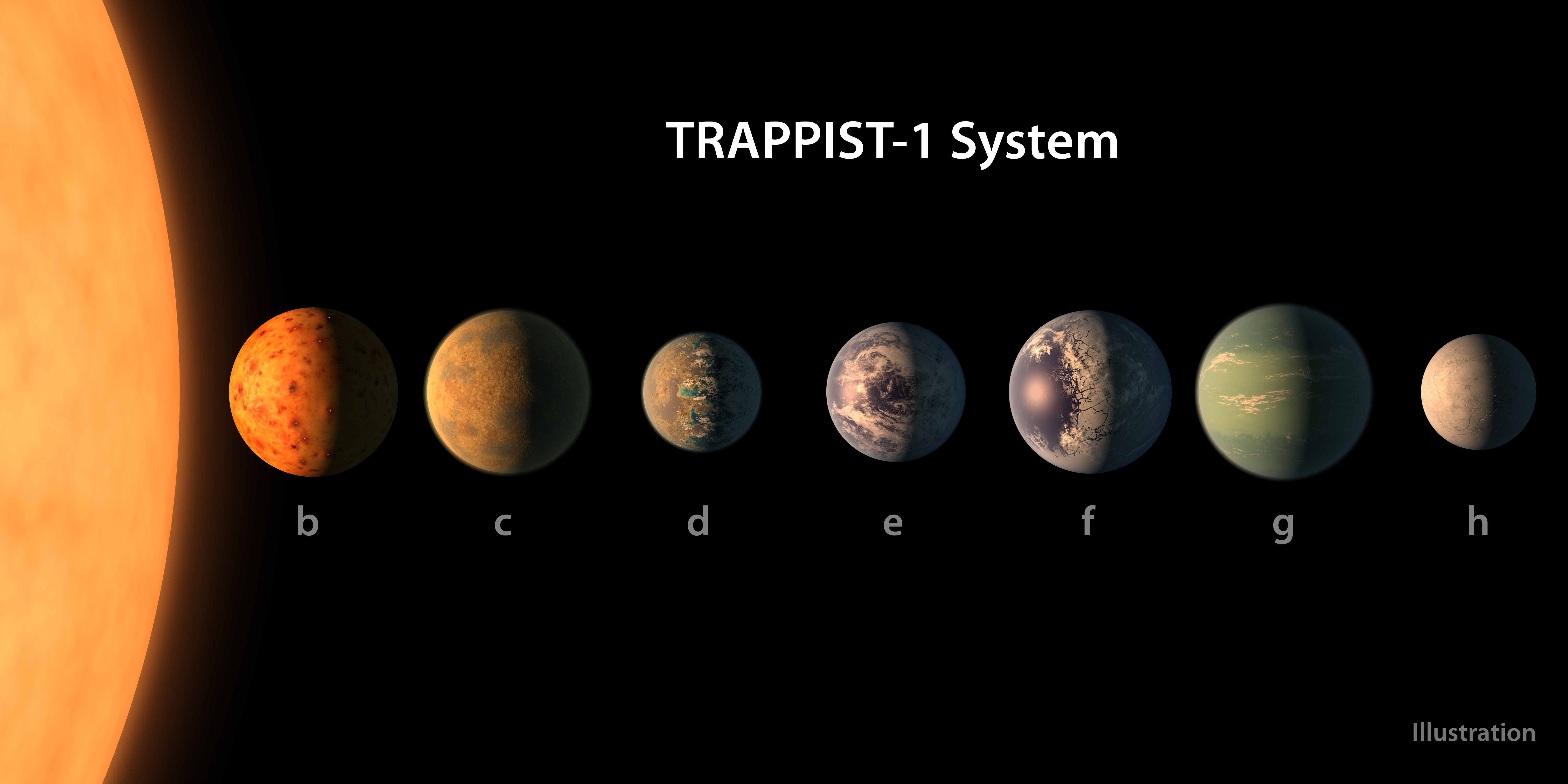
Concepte artístic de la NASA-JPL/Caltech del que pot ser el sistema planetari TRAPPIST-1

Els planetes poden retenir quantitats significatives d'aigua a la zona habitable de nanes ultrafredes, amb un punt dolç en el rang de 0,04-0,06 M⊙, malgrat la fotòlisis de l'aigua per radiació FUV i la fuita d'hidrogen impulsada per radiació XUV.

### Freqüència de mons de la grandària de la Terra al voltant de nanes ultrafredes
Segons les estimacions ofertes en un estudi basat en les dades d'arxiu del Spitzer, el 30-45% de les nanes ultrafredes tenen exoplanetes d'una grandària semblant a la de la Terra. Així, doncs, d'acord amb les simulacions informàtiques, bona part de les estrelles de massa similar a TRAPPIST-1 tenen objectes planetaris de dimensions aproximades a la Terra.

## Descobriments
En aquesta taula, figuren els deu exoplanetes confirmats amb major índex de similitud amb la Terra (IST) que orbiten al voltant de nanes roges –és a dir, estrelles de seqüència principal amb menys de 0,6 M☉ i, per tant, de tipus M o K-tardà– i algunes de les seves característiques principals, en comparació amb la Terra:
| #   | Nom           | IST  | SPH  | HZD   | HZC   | HZA   | Temp (℃) | Massa (M⊕) | Radi (R⊕) | tClass       | hClass        | Període orbital | Distància (anys llum) | Any desc.   |
| --- | ------------- | ---- | ---- | ----- | ----- | ----- | -------- | ---------- | --------- | ------------ | ------------- | --------------- | --------------------- | ----------- |
| N/d | Terra         | 1,00 | 0,72 | -0,50 | -0,31 | -0,52 | 14 ℃     | 1          | 1         | tipus-terra  | mesoplaneta   | 365,26 dies     | 0                     | prehistòric |
| 1   | Kepler-438b   | 0,50 | 0,88 | -0,94 | -0,17 | -0,49 | 37,45 ℃  | 1,27       | 1,12      | tipus-venus  | mesoplaneta   | 35,23 dies      | 472,9                 | 2015        |
| 2   | Kepler-296e   | 0,85 | 0,75 | -0,87 | -0,16 | 0,04  | 33,45 ℃  | 3,32       | 1,48      | supervenus   | mesoplaneta   | 34,14 dies      | 1692,8                | 2015        |
| 3   | Gliese 667 Cc | 0,84 | 0,64 | -0,62 | -0,15 | 0,21  | 13,25 ℃  | 3,80       | 1,54      | superterra   | mesoplaneta   | 28,14 dies      | 23,6                  | 2011        |
| 4   | Gliese 832 c  | 0,81 | 0,96 | -0,72 | -0,15 | 0,43  | 21,55 ℃  | 5,40       | 1,69      | minineptú    | mesoplaneta   | 35,68 dies      | 16,1                  | 2014        |
| 5   | Gliese 180 c  | 0,77 | 0,42 | -0,53 | -0,14 | 0,64  | 8,85 ℃   | 6,40       | 1,77      | minineptú    | mesoplaneta   | 24,33 dies      | 38,1                  | 2014        |
| 6   | Gliese 667 Cf | 0,77 | 0,00 | -0,22 | -0,16 | -0,08 | -14,25 ℃ | 2,70       | 1,40      | planeta oceà | psicroplaneta | 39,03 dies      | 23,6                  | 2013        |
| 7   | Kepler-440b   | 0,75 | 0,16 | -0,96 | -0,14 | 0,62  | 42,95 ℃  | 7,75       | 1,86      | minineptú    | mesoplaneta   | 101,11 dies     | 851,3                 | 2015        |
| 8   | Gliese 180 b  | 0,75 | 0,41 | -0,88 | -0,14 | =0,74 | 38,75 ℃  | 8,30       | 1,89      | minineptú    | mesoplaneta   | 17,38 dies      | 38,1                  | 2014        |
| 9   | Gliese 163 c  | 0,75 | 0,02 | -0,96 | -0,14 | 0,58  | 46,95 ℃  | 7,26       | 1,83      | minineptú    | mesoplaneta   | 25,64 dies      | 48,9                  | 2012        |
| 10  | Gliese 422 b  | 0,71 | 0,17 | -0,41 | -0,13 | 1,11  | 2,95 ℃   | 9,90       | 1,98      | minineptú    | mesoplaneta   | 26,11 dies      | 41,3                  | 2014        |

## Conclusions

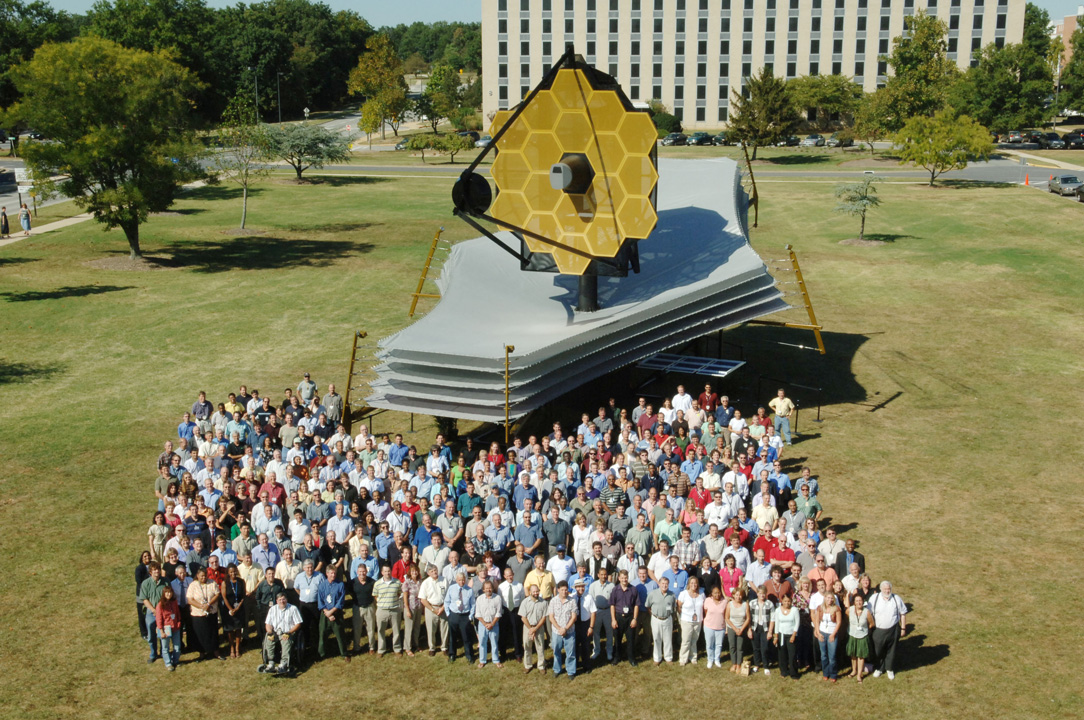
El Telescopi Espacial James Webb (JWST) podrà resoldre algunes incògnites sobre l'habitabilitat de les nanes roges

El potencial per a la vida dels sistemes de nanes roges és objecte de debat entre la comunitat científica, d'acord amb els resultats contradictoris mostrats en molts models que ofereixen dades molt dispars fruit de la manca d'informació a conseqüència de les limitacions en les eines d'observació actuals. Molts astrobiòlegs i científics en general consideren que la capacitat de la vida terrestre per florir en llocs completament inhòspits és un clar indici del potencial per a la vida dels sistemes de nanes roges, tot i que la majoria dels experts opinen que l'extrema hostilitat de les nanes roges faria impossible l'aparició d'organismes vius.
Els partidaris de les nanes roges com a sistemes amb potencial per a l'habitabilitat planetària basen les seves conclusions en les expectatives creades per l'alt percentatge que suposen respecte al total de la galàxia i per la proximitat de la seva zona habitable, que faciliten la detecció de cossos terrestres al voltant d'elles, així com en la ubiqüitat de la vida a la Terra i en la seva capacitat d'adaptació a entorns hostils. A més, compten amb el suport de nombrosos models informàtics que conviden a l'optimisme respecte a les condicions que pot presentar un planeta ancorat per marea a la seva estrella, al desenvolupament d'un efecte d'hivernacle desbocat i a la improbable congelació total fruit d'un procés retroalimentatiu de les masses de gel, donat el tipus de llum que emeten aquestes estrelles.
En canvi, alguns investigadors mantenen una postura contrària respecte al caràcter habitable d'aquests planetes. Per començar, consideren que la presència d'extremòfils capaços de suportar les dures condicions dels exoplanetes pertanyents a sistemes de nanes roges no seria possible sense uns organismes precursors des dels quals evolucionar i que aquests no haurien pogut adaptar-se a l'hostilitat de l'entorn. A més, també argumenten que els nivells de radiació de UV d'aquestes estrelles resulten massa elevats al principi de les seves vides i molt escassos quan aconsegueixen la fase estable, i dificultarien l'existència de vida en planetes al voltant d'elles. Altres factors en contra del caràcter habitable dels objectes planetaris pertanyents a sistemes d'aquest tipus són la probable pèrdua atmosfèrica pels intensos vents estel·lars, l'absència d'aigua fruit de la fuita hidrodinàmica de l'hidrogen a l'espai, etc.
Amb el temps, instruments com el Telescopi espacial James Webb permetran identificar els components atmosfèrics dels planetes que orbiten les nanes roges a la seva zona d'habitabilitat i conèixer, d'aquesta manera, si són aptes per a la vida i fins i tot si hi existeix activitat fotosintètica. Mentrestant, les expectatives d'habitabilitat de les nanes roges són escasses per a la major part de la comunitat científica.

## En la ficció
En la novel·la de ciència-ficció Star Maker d'Olaf Stapledon (1937), una de les moltes civilitzacions extraterrestres de la Via Làctia que descriu l'obra es localitza a la zona del terminador d'un exoplaneta ancorat per marea a una nana roja. Aquest planeta està habitat per una espècie de plantes intel·ligents similars a pastanagues amb cap, braços i cames, que «dormen» inserint-se a si mateixes en el sòl i absorbint la llum estel·lar per fotosíntesi. La resta del temps, són éssers animats que participen en totes les activitats complexes típiques d'una civilització industrial. Stapledon també descriu com va evolucionar la vida en aquest planeta.
En les històries de Draco Tavern, Larry Niven narra l'evolució d'una espècie alienígena molt avançada –els Chirpsithra– en un món ancorat per marea a una nana roja. No obstant això, els únics detalls que relata sobre el planeta són respecte a la seva massa –d'1 M⊕–, temperatura —una mica més freda— i il·luminació –típica d'un exoplaneta que orbita una estrella de tipus M–.
Krypton, el planeta natal de Superman, orbitava al voltant d'una nana roja anomenada Rao. En els còmics, el superheroi és enviat a la Terra pel seu pare, Jor-El, just abans de la destrucció del planeta.
En Ark, de Stephen Baxter, després que la Terra quedés completament submergida pels oceans, un petit grup d'humans s'embarquen en un viatge interestel·lar que culmina amb l'aterratge i la colonització d'un planeta fred, ancorat per marea i amb plantes de color negre, que bategen com a «Terra III».
En Nemesis, de l'escriptor de ficció Isaac Asimov, una estrella nana roja d'aquest nom té un planeta anomenat Erythro, el qual és similar a la Terra en molts aspectes. L'única forma de vida, la constitueixen cèl·lules procariotes, que tenen capacitat de realitzar la fotosíntesi gràcies als fulgors ocasionals de Nemesis i que els aporten tant energia com de calor a Erythro. Les procariotes tenen una espècie d'intel·ligència col·lectiva que no dubta pas a atacar psíquicament tot el que representi un dany per al planeta, i es comuniquen amb telepatia amb alguns habitants humans que consideren «interessants».